# 天鹤座
天鶴座是南天的一個星座。它的名稱來自拉丁語的鶴，是一種鳥類。它是由彼得勒斯·普朗修斯、彼得·德克斯宗·凱澤和弗雷德里克·德·豪特曼觀察和構思的12個星座之一。天鶴座最先出現在普朗修斯和約道庫斯·洪第烏斯於1598年在阿姆斯特丹製作的35公分（14英寸）直徑的天球上，並被繪製在約翰·拜耳於1603年出版的星圖測天圖上。法國天文學家兼探險家拉卡伊在1756年依據拜耳命名法為座內的恆星命名，有些以前是鄰近星座，像是南魚座的恆星也被納入。天鶴座與孔雀座、杜鵑座、鳳凰座統稱為「南方鳥類」。
星座內最亮的恆星是鶴一（天鶴座α），視星等1.7等，是顆藍白色的恆星。鶴二 （天鶴座β）是顆紅巨星變星，最大亮度2.0等，最暗2.3等。有六顆恆星被發現有系外行星環繞：紅矮星葛利斯832是最靠近地球的行星系統之一。其他還有 —WASP-95— 有一顆每2天繞行一周的行星。在天鶴座發現的深空天體包括被稱為「備胎星雲」的行星狀星雲IC 5148，和被稱為「天鶴四重奏」，由4個星系聚集成的集團。

## 歷史

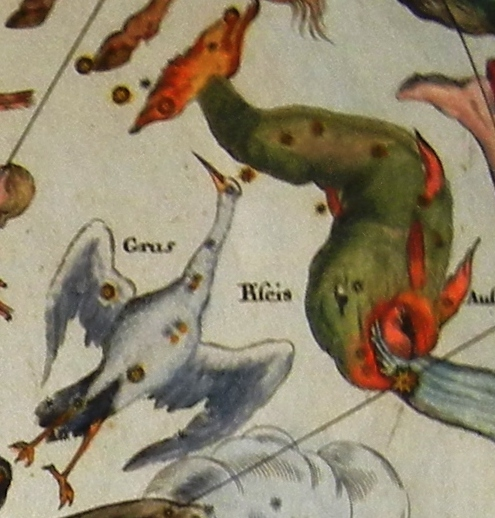
天鶴座和南魚座，在約翰·多貝瑪亞（大約西元1742年）的Atlas Coelestis曾經被描述為單一的星座。

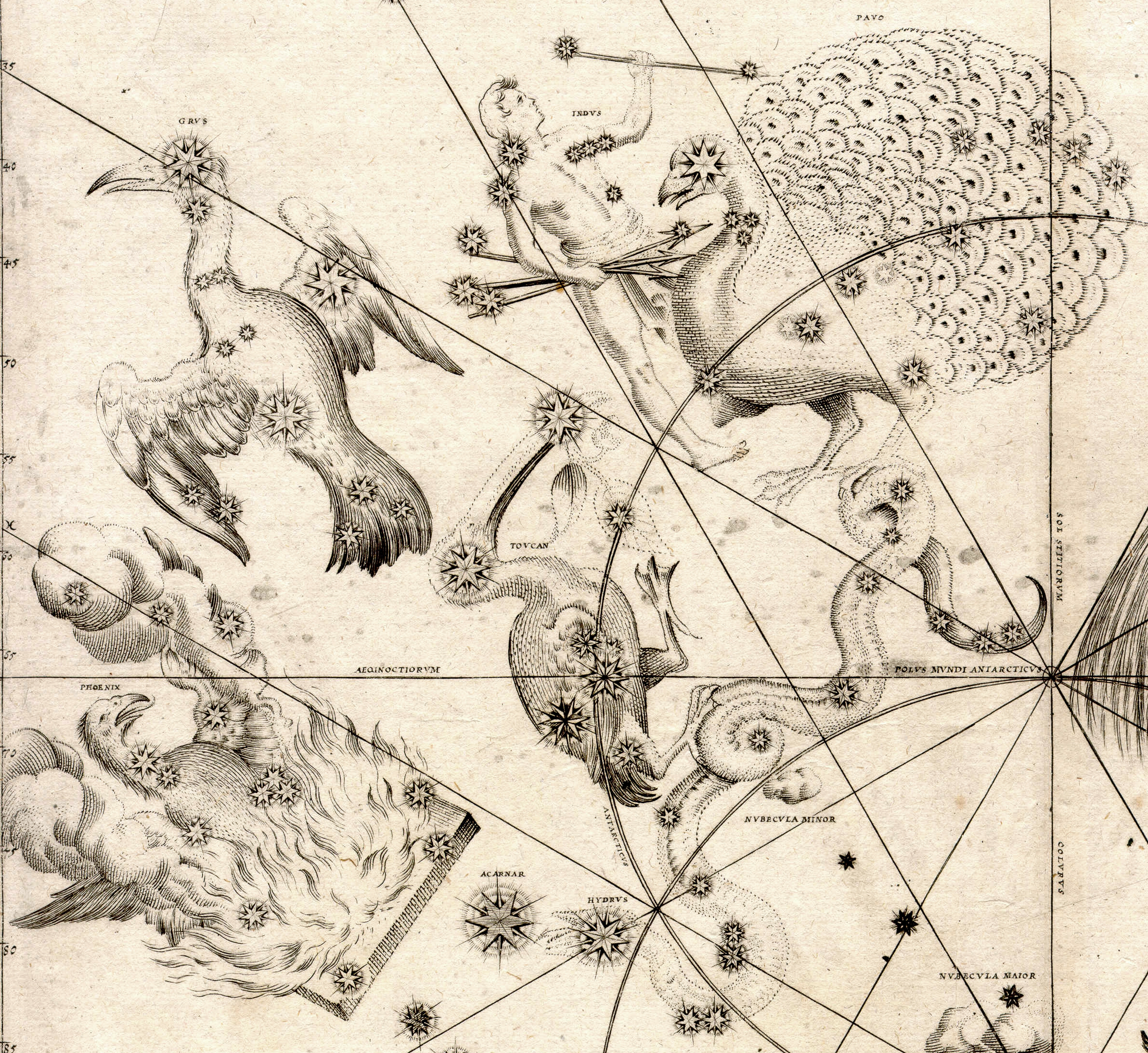
在約翰·拜耳的測天圖中所描述的「南方鳥類」。

組成天鶴座的恆星最初被認為是鄰近星座南魚座的一部分，而敗臼一被視為魚尾的一部分。這些恆星最初是被荷蘭天文學家彼得勒斯·普朗修斯根據荷蘭探險家彼得·德克斯宗·凱澤和弗雷德里克·德·豪特曼在前往東印度群島，被稱為第一次荷蘭遠征印尼的貿易考察航程，對南方天空的觀測創造了12個星座，並定義天鶴座成為一個單獨的星座。天鶴座首次出現是在普朗修斯和約道庫斯·洪第烏斯於1598年在阿姆斯特丹製作的直徑35公分天球上。首此出現在星座圖譜上則是約翰·拜耳於1603年出版的測天圖。De Houtman在同一年以荷蘭文出版的星圖包括這些南方的星座，在隨附的星表中將這個星座稱為「蒼鷺」（Den Reygher），但是拜耳依據普朗修斯和洪第烏斯使用鶴來命名這個星座。
一個可以替代這個星座的名稱是火烈鳥（Phoenicopterus），在17世紀早期，1605年被萊頓大學的Paul Merula和荷蘭的天球 製作者Pieter van den Keere 在1625年短暫的使用著。天文學家Ian Ridpath曾經報告這個名稱可能源自曾經和這兩人合作過的普朗修斯。天鶴座和鄰近的鳳凰座、杜鵑座和孔雀座統稱為「南方鳥類」 。
與鶴相對應的恆星一般都在從中國看不見的南方天空。在中國天文學，敗臼一（天鶴座γ）、敗臼二（天鶴座λ）和南魚座的一些恆星，應該已經包括在浴缸型的星官敗臼中。在澳大利亞中部，生活在Hermannsburg的Arrernte和Luritja人，將天空劃分為兩邊：在銀河以東代表Arrernte集團，以西代表Luritja集團。天鶴一和天鶴二，連同北落師門、孔雀十一（孔雀座α）和蒼蠅座的恆星，都屬於Arrernte 。

## 特色

### 恆星

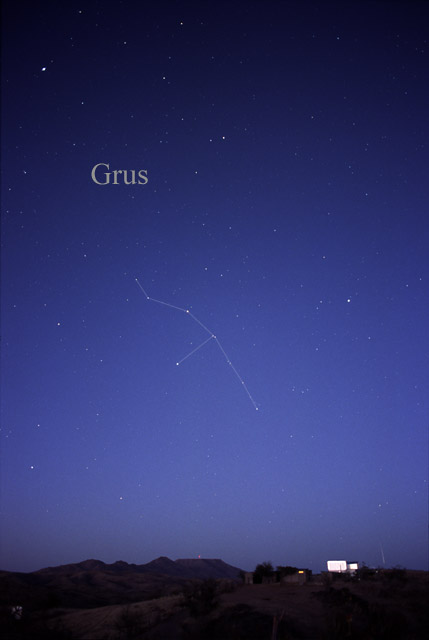
用肉眼可以看見的天鶴座。

Keyser和de Houtman分配了12顆恆星給這個星座。拜耳在他的星圖上繪製了天鶴座，但沒有指定恆星的拜耳名稱。法國天文學家兼探險家拉卡伊在1756年命名了從α到φ，但是漏掉了幾顆。在1879年，美國天文學家班傑明·阿普索普·古爾德捕列了κ、ν、ο和χ，這些都是拉卡伊已經編進目錄，但是沒有拜耳名稱的恆星。拉卡伊考慮到這些恆星都太暗，但古爾德並不認同，反而認為拉卡伊的σ太暗而將它刪除。此外，天鶴座χ原本位於顯微鏡座。
天鶴座有幾顆明亮的恆星，標誌著左翼的鶴一（天鶴座α），是一顆光譜型為B6V的藍白色星，視星等1.7等，距離地球大約101光年。它的固有名稱是Alnair，意思是「明亮的一顆」並且提到它是天鶴座最亮的一顆恆星。鶴一的光度是太陽的380倍，直徑超過太陽的3倍。距離鶴一5度，代表心臟的是鶴二（天鶴座β），這是顆光譜型為M5III的紅巨星。它的直徑達到0.8天文單位（如果放在太陽系將會延伸近金星軌道），距離地球大約170光年。它也是一顆變星，變光範圍在2.0至2.3等之間。從飛馬座的四邊形劃一條通過北落師門的假想線，繼續延伸就可以找到鶴一和鶴二
位於星座的西北角，被標示為鶴眼的是敗臼一（天鶴座γ），是光譜型B8III的藍白色次巨星，距離地球大約211光年。它的傳統名字是Al Dhanab，已經完成核心的氫融合成氦的反應，並開始膨脹而使表面溫度下降，將會使它成為一顆紅巨星。
在天鶴座有幾對肉眼可以看見的雙星。鶴一、鶴二與相距45角秒的雙星鶴增二（天鶴座δ1）和鶴十一（天鶴座δ2）形成一個三角形。鶴增二是一顆光譜類型G7III、視星等4.0的黃巨星，距離地球約309光年，並且可能有視星等12等橙矮星伴星。鶴十一是光譜類型M4.5III半規則變星的紅巨星，變光範圍介於3.99和4.2之間，距離地球約325光年。它的質量大約是太陽的3倍，直徑則是太陽的135倍。天鶴μ是鶴十二（天鶴座μ1）和鶴增一（天鶴座μ2）組成的光學雙星，兩顆星的光譜類型都是G8III，質量大約是太陽的2.5倍，表面溫度大約4,900K。鶴十二比較亮，視星等4.8，距離地球大約275光年while Mu2。較暗的鶴增一視星等5.11，距離地球約265光年。天鶴座π是一對雙星，也是一對變星。天鶴座π1是半規則變星的紅巨星，光譜類型為S5，變光範圍在5.31－7.01等，週期為191天，距離地球大約532光年。它是從地球可以看見的S型恆星中最亮的，它有一顆類似太陽的半星，視星等10.9，是一顆光譜類型G0V的黃主序星。這一對可能是聯星。天鶴座π2是一顆光譜類型為F3III-IV的巨星，距離地球130光年，通常比它的伴星明亮，視星等5.6等。標誌右翼的是鶴八（天鶴座θ），是另一對雙星，在鶴增二和鶴十一東方約5度。
天鶴座RZ是一對視星等12.3等，偶爾會變暗至13.4等的聯星，它的成員——白矮星和主序星——被認為以大約8.5到10小時的週期在軌道上互繞。這個系統被歸類為激變變星的大熊座UX型變星，其中的物質從施主星（主序星）流向白矮星，形成一個吸積盤，維持著在兩顆恆星之外閃耀的亮度。對這個系統的了解不多，然而施主星被計算是光譜型F5V的主序星。 這些恆星的光譜與新星相似，在爆發後後會恢復平靜，但未曾觀察到其爆發過。 美國變星觀測者協會建議觀測它們未來的事件 天鶴座CF（也稱為天鶴V-1）是由白矮星和施主星組成的一個暗弱的系統（星等18-21等）；這兩顆星如此的接近，因此已經潮汐鎖定。已知是高偏振星，來自施主星的物質不會在白矮星周圍形成吸積盤，而是直接流到它上面。
六顆恆星被認為有行星系統。天鶴座τ1是一顆6.0等的黃色恆星，位於大約106光年以外。它可能是一顆主序星或是剛開始離開主序的恆星，因為他在膨脹和冷卻中。在2002年，發現這顆恆星可能有一顆行星伴侶。HD 215456、HD 213240和 WASP-95都是類似太陽的黃色恆星，各有兩顆行星；一顆遠離紅矮星的行星；還有一顆熱木星WASP-95b，在短短的兩天就繞著這顆母恆星公轉一圈。葛利斯832是一顆紅矮星，光譜類型M1.5V，視星等8.66，距離16.1光年，是最靠近太陽系的恆星之一。在2008年發現它有一顆類似木星的行星 －格利澤832b，以9.4±0.4年的週期繞行著。WISE 2220−3628是一顆光譜型為Y的棕矮星，有一顆類似恆星的天體很靠近它。經由計算得到與地球的距離是26光年。

### 深空天體

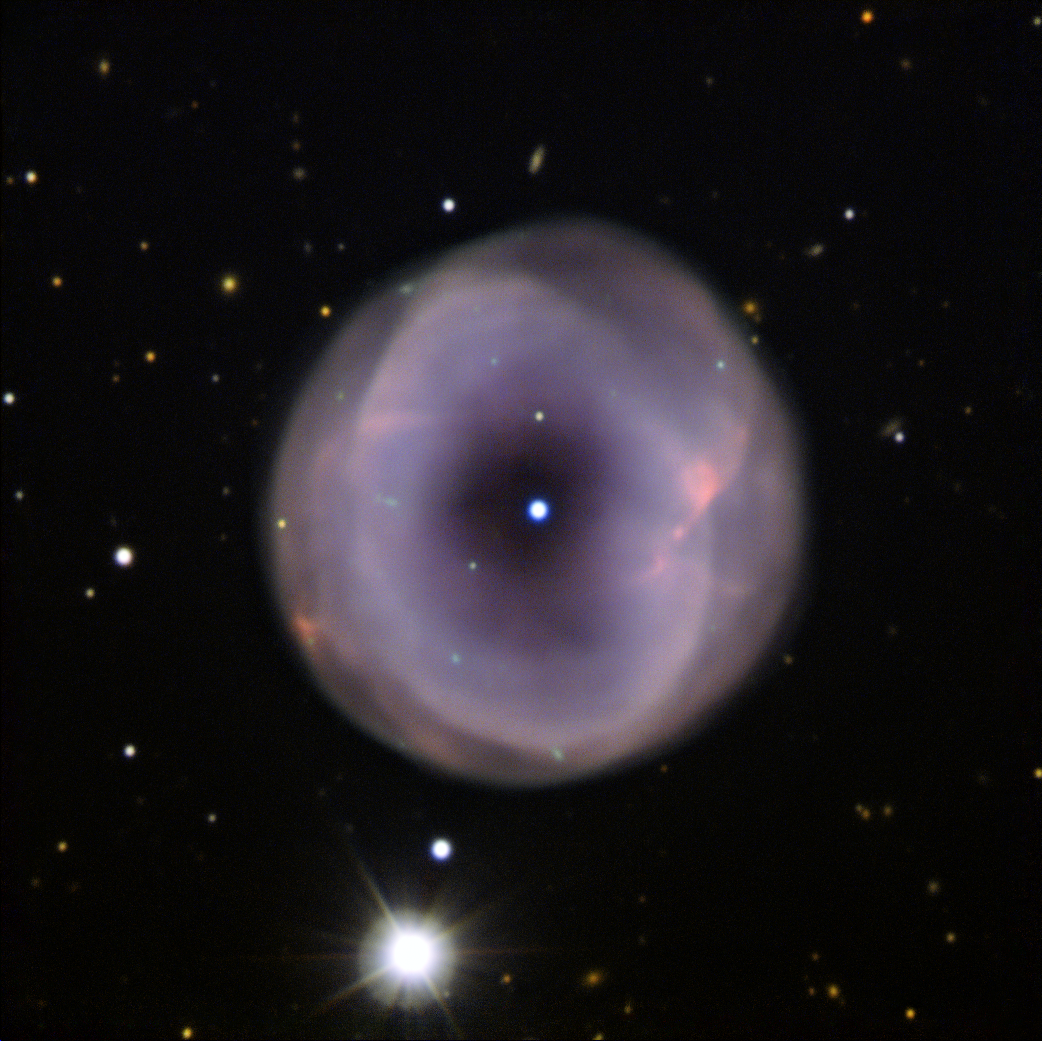
IC 5148，備胎星雲是ESO新技術望遠鏡的暗天體光譜儀和照相機（EFOSC2）拍攝的。

暱稱為備胎星雲IC 5148是行星狀星雲，位置在天鶴座λ西方約1度，距離地球大約3,000光年。它以每秒50公里的速度膨脹，是膨脹速度最快的行星狀星雲之一。
在天鶴座θ的東北方有4個相互作用的星系，稱為天鶴四重奏。這些星系是NGC 7552、NGC 7590、NGC 7599、和NGC 7582。後面三個星系在天空中只佔據了10角分的跨度，有時被稱為"天鶴三重奏"，然而所有4個星系是一個更大更鬆散的星系團，被稱為天鶴群IC 1459的一部分。NGC 7552和7582是高度活躍的星暴星系，而這被認為是潮汐力相互作用產生的。位於天鶴座與南魚座邊界的IC 1459是一個特殊的E3巨大橢圓星系，它有一個快速反向旋轉的恆星核，外面的區域有波紋的外殼層。這個星系的視星等為11.9等，距離大約在8,000萬光年。
NGC 7424是視星等10.4等的棒渦星系，位置在天鶴三重奏西方約4度，距離大約3,750萬光年，直徑約10萬光年，有完好的螺旋臂，被認為與銀河系相像。在NGC 7424 觀測到2個超亮X射線源和一顆超新星。SN 2001ig 是在2001年發現的，類型是IIb超新星，在它的光譜中最初顯示微弱的氫線，但是後來又檢測不到，並且被氧、鎂和鈣的譜線取代；而且其它的特徵類似Ib超新星。一顆光譜類型為F、A或B的大質量恆星被認為是存活下來的SN 2001jg伴星，可能是顆沃夫–瑞葉星。
鄰近鶴一的NGC 7213是正面朝向地球的I型西佛星系，距離大約7,170萬光年。它的視星等為12.1等。在可見光的觀測是寧靜的，但在較長波長的觀察顯示發生碰撞或合併的跡象，而電離氫的擾動模式包括長6萬4千光年的氣體絲。它是由10個星系組成的星系群成員之一。
NGC 7410是英國天文學家約翰·赫歇爾在好望角觀測時，於1843年10月發現的一個螺旋星系。這個星系的視星等是11.7等，距離地球大約1億2,200萬光年。

### 引用文件
- Ridpath, Ian; Tirion, Wil, , Princeton University Press, 2001, ISBN 0-691-08913-2

## 外部連結
- The Deep Photographic Guide to the Constellations: Grus（页面存档备份，存于）
- Starry Night Photography – Grus Constellation（页面存档备份，存于）
- The clickable Grus